# Усаклы (Башкортостан)
Усаклы (баш. Уҫаҡлы) — деревня в Бакалдинском сельсовете Архангельского района Республики Башкортостан России.
С 2005 современный статус.

## История
Название происходит от назв. местности Уҫаклы (уҫак ‘осина’). 
Усаклы возник как хутор Шишкина, в 1920 г. - кордон в 2 двора и 9 жителей 
.
Статус деревня, сельского населённого пункта, посёлок получил согласно Закону Республики Башкортостан от 20 июля 2005 года N 211-з «О внесении изменений в административно-территориальное устройство Республики Башкортостан в связи с образованием, объединением, упразднением и изменением статуса населенных пунктов, переносом административных центров», ст.1:

6. Изменить статус следующих населенных пунктов, установив тип поселения - деревня:
 
3)  в Архангельском районе:…

р) поселка Усаклы Бакалдинского сельсовета
.

## Население
| 2002 | 2009 | 2010 |
| ---- | ---- | ---- |
| 226  | ↗265 | ↘217 |

Национальный состав
Согласно переписи 2002 года, преобладающие национальности — башкиры (49 %), русские (40 %).

## Географическое положение
Расстояние до:
- районного центра (Архангельское): 28 км,
- центра сельсовета (Бакалдинское): 15 км,
- ближайшей железнодорожной станции (Приуралье): 30 км.